# Baetis muticus
Espèce
Baetis muticus est une espèce d'insectes de l'ordre des éphéméroptères.

## Caractéristiques physiques
- Nymphe : de 4 à 7 mm pour le corps
- Imago :
  - Corps : de 4 à 8 mm
  - Cerques : ♂ 10 à 12 mm, ♀ 7 à 10 mm
  - Ailes : ♂ 4 à 6 mm, ♀ 6 à 8 mm

Baetis muticus est un insecte de très petite taille, anciennement nommé Baetis pumillus, de couleur gris-vert pour le subimago, et dont l'imago a l'abdomen presque transparent avec l'extrémité jaune-orangé.

## Localisation
Très abondant sur tous les cours d'eau d'Europe à régime plutôt lent.

Baetis muticus est pratiquement absent des rivières à pH plutôt acide.

## Éclosion
Surtout de mai à mi-septembre, par petites éclosions bien distinctes.